# Kraličky (Kralice na Hané)
Kraličky (do roku 1950 Sajlerov, německy Seilerndorf) je malá vesnice, část městyse Kralice na Hané v okrese Prostějov. Nachází se asi 2,5 km na sever od Kralic na Hané. Prochází tudy železniční trať Nezamyslice–Olomouc se zastávkou Kraličky. V roce 2009 zde bylo evidováno 38 adres. V roce 2001 zde trvale žilo 89 obyvatel.
Kraličky byly založeny v roce 1791 na pozemcích bývalého vrchnostenského dvora hrabat ze Seilernu, kteří byli majitelé kralického panství. Původně byl dvůr rozdělen mezi 21 vlastníků, z nichž každý dostal 10 měřic půdy. Na návsi se nachází Kaple sv. Jana Nepomuckého, která byla vystavěna r. 1881 za 700 zlatých.
Kraličky leží v katastrálním území Kralice na Hané o výměře 10,36 km².

## Obyvatelstvo

### Struktura
Vývoj počtu obyvatel za celou obec i za jeho jednotlivé části uvádí tabulka níže, ve které se zobrazuje i příslušnost jednotlivých částí k obci či následné odtržení.
| Místní části   | Místní části  | 1869 | 1880 | 1890 | 1900 | 1910 | 1921 | 1930 | 1950 | 1961 | 1970 | 1980 | 1991 | 2001 | 2011 |
| -------------- | ------------- | ---- | ---- | ---- | ---- | ---- | ---- | ---- | ---- | ---- | ---- | ---- | ---- | ---- | ---- |
| Počet obyvatel | část Kraličky | 133  | 160  | 124  | 121  | 130  | 131  | 124  | 111  | 109  | 110  | 100  | 82   | 89   | 90   |
| Počet domů     | část Kraličky | 22   | 25   | 24   | 26   | 26   | 24   | 26   | 27   | 0    | 33   | 28   | 35   | 38   | 38   |

## Galerie

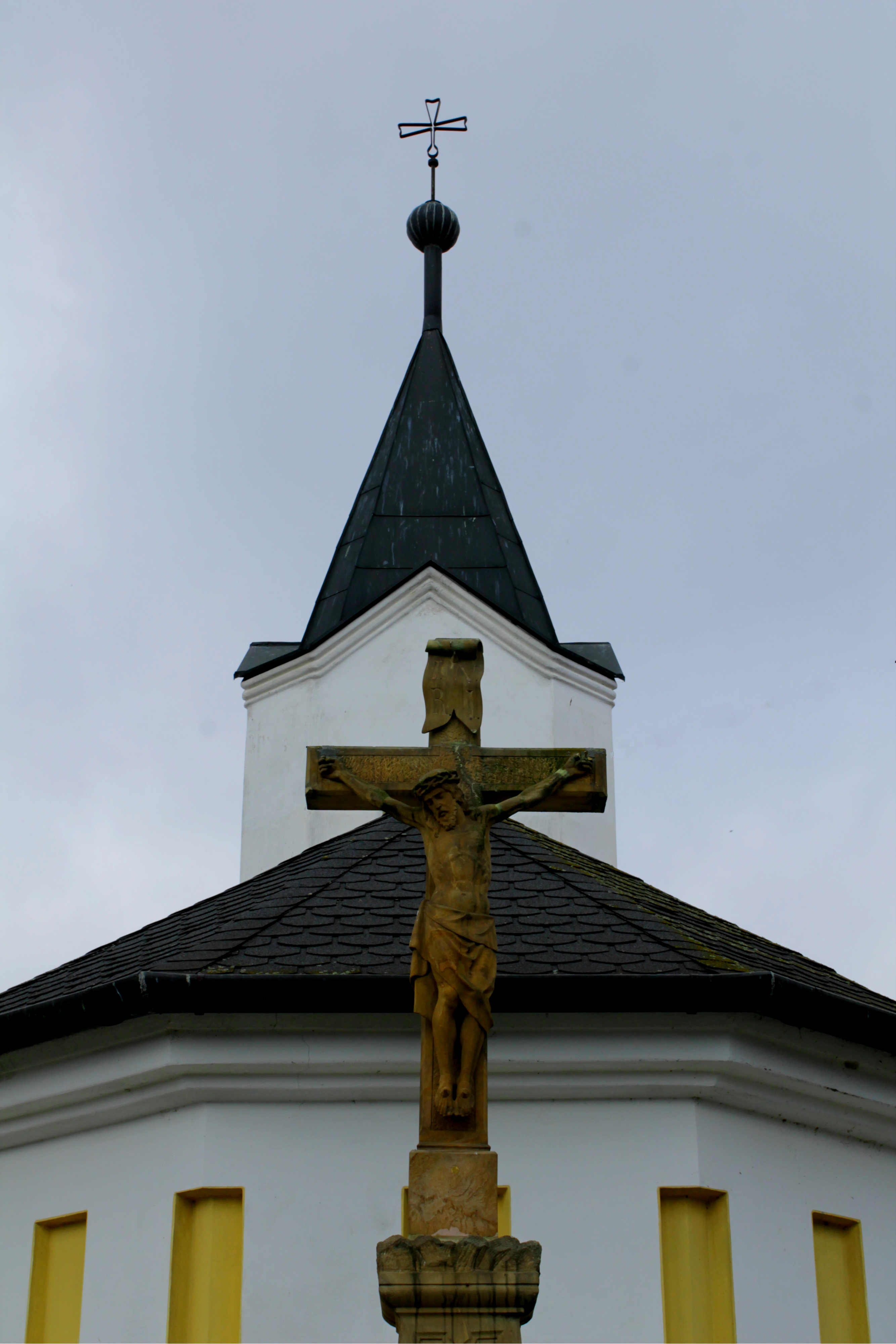
Kaple sv. Jana Nepomuckého a kříž v její blízkosti
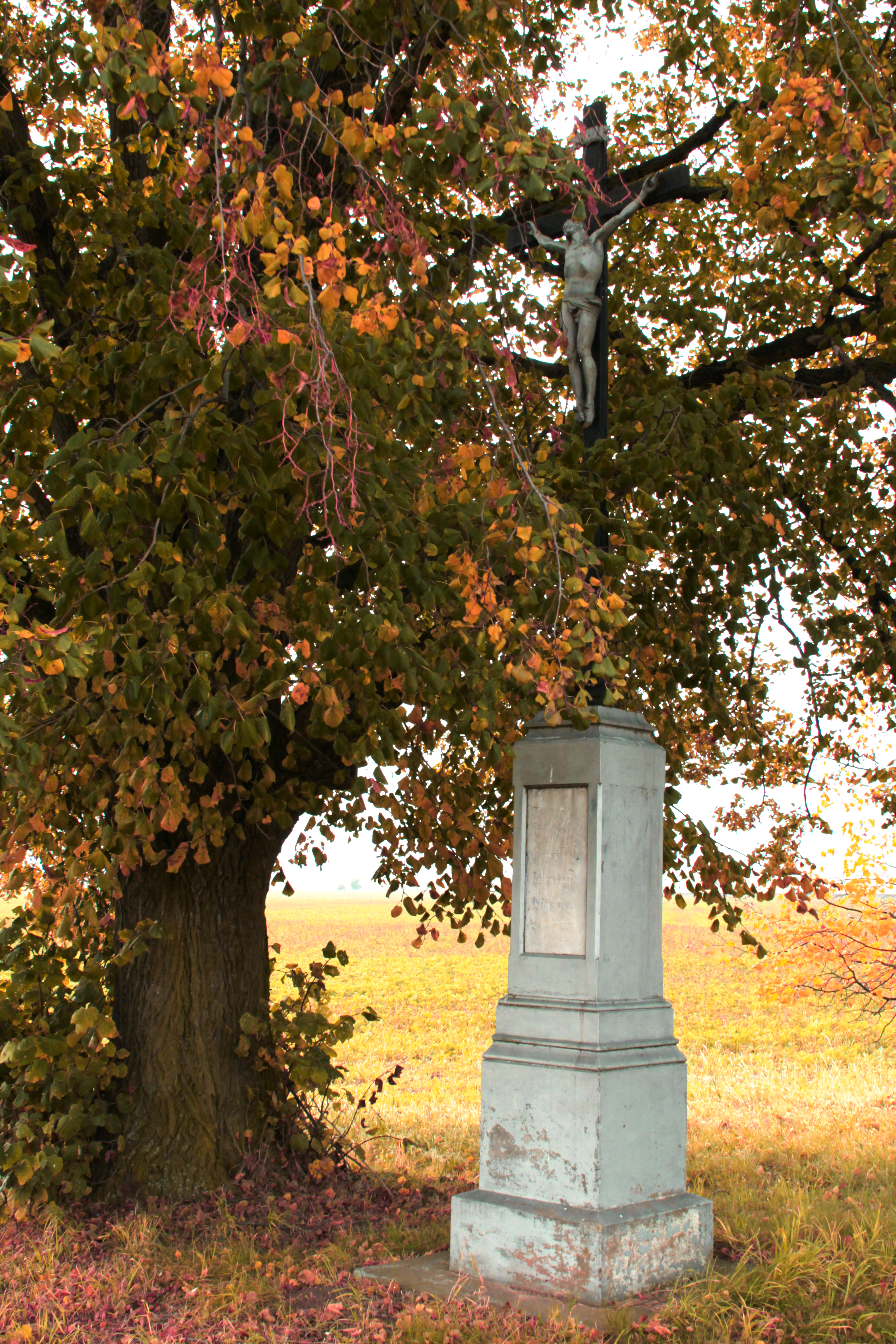
Kříž u obce Kraličky